# Scigliano
Scigliano è un comune italiano sparso di 1 111 abitanti della provincia di Cosenza.

## Geografia fisica
Il comune è costituito dall'insieme di nove località (Agrifoglio, Calvisi, Celsita, Cupani, Diano, Lupia, Petrisi, Porticelle, Traversa), nessuna delle quali si chiama "Scigliano", situate su una collina mediamente attorno a 600 metri sul livello del mare, alle pendici della Sila, nella vallata del Savuto, a sud di Cosenza. Il territorio ha una superficie di 17,46 km² con un'altitudine che varia da 180 m a 1200 m sul livello del mare. Completamente immerso nella macchia mediterranea caratteristica delle diverse altezze è composto da 9 frazioni che conservano le tracce degli antichi borghi del quale era costituito Scigliano. Attraversato da due fiumi, il Savuto e un suo affluente il Bisirico, conserva ancora intatto un ponte romano del II secolo a.C.detto Ponte di Annibale (o Sant'Angelo) perché la leggenda vuole sia stato attraversato dalle sue truppe.
Il comune di Scigliano appartiene al comprensorio della Comunità montana Savuto.

## Origini del nome
Il nome Scigliano deriverebbe dal nome latino di persona Sillius con l'aggiunta del suffisso -anus (che indica possesso) oppure, secondo altri, potrebbe riferirsi al nome greco Aesquillius, Αισχύλλος.

## Storia
Secondo la tradizione Scigliano fu fondato sul sito di un antico borgo di nome Sturni e crebbe attorno ad un castello commissionato nell'anno 556 di Roma dal romano Marco Giulio Sillano, di cui fa menzione Tito Livio in "De bello macedonico, IV decade, 4, cap. 27".
Dalle memorie storiche di Francesco Antonio Accattatis (il cui ultimo discendente noto è Alfredo Accattatis) (1686-1766), chiosate poi dall'abate Rosario Gualtieri, si apprende che nel XVI secolo la città di Scigliano fosse uno dei più rinomati comuni del Regno di Napoli, che più volte i signori Firrao, di Gennaro e d'Aquino cercarono di assoggettarla al proprio dominio, ma che i cittadini riuscirono sempre a riscattare la libertà con l'oro e che, per sottrarsi al vassallaggio e alla tirannia dei feudatari, Scigliano si sia mantenuta sempre fedele ai sovrani di Napoli, Aragonesi o Borboni. All'episodio della vendita di Scigliano, fatta nel maggio 1631 dal viceré di Napoli duca d'Alcalá al principe di Castiglione Cesare d'Aquino, fino al riscatto avvenuto il 12 settembre 1636 è dedicato il poema vernacolare in ottave Lu ricattu de Sciglianu (Il riscatto di Scigliano) scritto da Flaminio Cimino nel 1636.
Alla fine del XVII secolo la giurisdizione civile e giudiziaria di Scigliano si estendeva in latitudine dal Savuto ai confini occidentali di Taverna e Gimigliano, non essendo ancora sorti Cicala e Carlopoli, e in longitudine dai confini settentrionali di Martirano e di Motta Santa Lucia alla Sila. Comprendeva sette quartieri e ventuno villaggi corrispondenti ai territori di Scigliano, Pedivigliano, Colosimi, Bianchi, Panettieri, Carpanzano, Decollatura, Soveria Mannelli e alla frazione Castagna di Carlopoli. I quartieri erano Villanova (attualmente nel territorio di Pedivigliano), Castagna (attualmente nel territorio di Carlopoli), Fornello (attualmente nel territorio di Soveria Mannelli), Panettieri, Colosimi, Serra di Piro (attualmente nel territorio di Bianchi) e Bianchi. I villaggi erano: Agrifoglio, Traversa, Celsita (nel comune di Scigliano), Gigliotti, Arcuri, Rizzuti, Volponi, Mascari, Coraci, Ischi, Melilla, Trearie e Carrano (attualmente frazioni di Colosimi); Paragolio, Ronchi e murachi (attualmente frazioni di Bianchi), Colla e Pirillo (nel comune di Soveria Mannelli), Casenove (nel comune di Decollatura), Pittarella e Borboruso (nel comune di Pedivigliano).
Scigliano che era riuscita a difendere la libertà e l'integrità territoriale dalle insidie feudali, una volta caduto il feudalesimo (1806), venne invece completamente smembrata. Il 4 maggio 1811 fu emanato da Gioacchino Napoleone il decreto n. 922 per la nuova circoscrizione delle province del Regno di Napoli con cui l'antica Scigliano fu smembrata in quattro comuni: Scigliano, Pedivigliano, Colosimi e Soveria Mannelli. Il 25 gennaio 1820 da Napoli fu emanato un Regio Decreto portando alcune rettifiche sulla circoscrizione dei Comuni e circondari, e gli abitanti degli antichi casali di Scigliano ottennero la completa autonomia amministrativa.
Dal 1845 al 1847 fu pubblicato a Scigliano il quindicinale scientifico-letterario Il Pitagora.

## Società

### Evoluzione demografica
Abitanti censiti

## Cultura

### Feste e Fiere
Il santo patrono è San Giuseppe, festeggiato il 19 marzo. Le feste principali sono San Giuseppe, con la caratteristica fiera; Santa Croce il 3 maggio anch'essa con fiera caratteristica. Altre feste con fiere sono la Madonna di Monserrato, la seconda domenica di luglio, e San Michele Arcangelo il 29 settembre.
Celsita: Di particolare interesse in questa frazione è la festa della Madonna Addolorata caratterizzata da una lunga processione che coinvolge numerose frazioni (Celsita Superiore, Celsita Sottane, San Giovanni, Casino Rizzo e Tasso)

## Ponte di Annibale

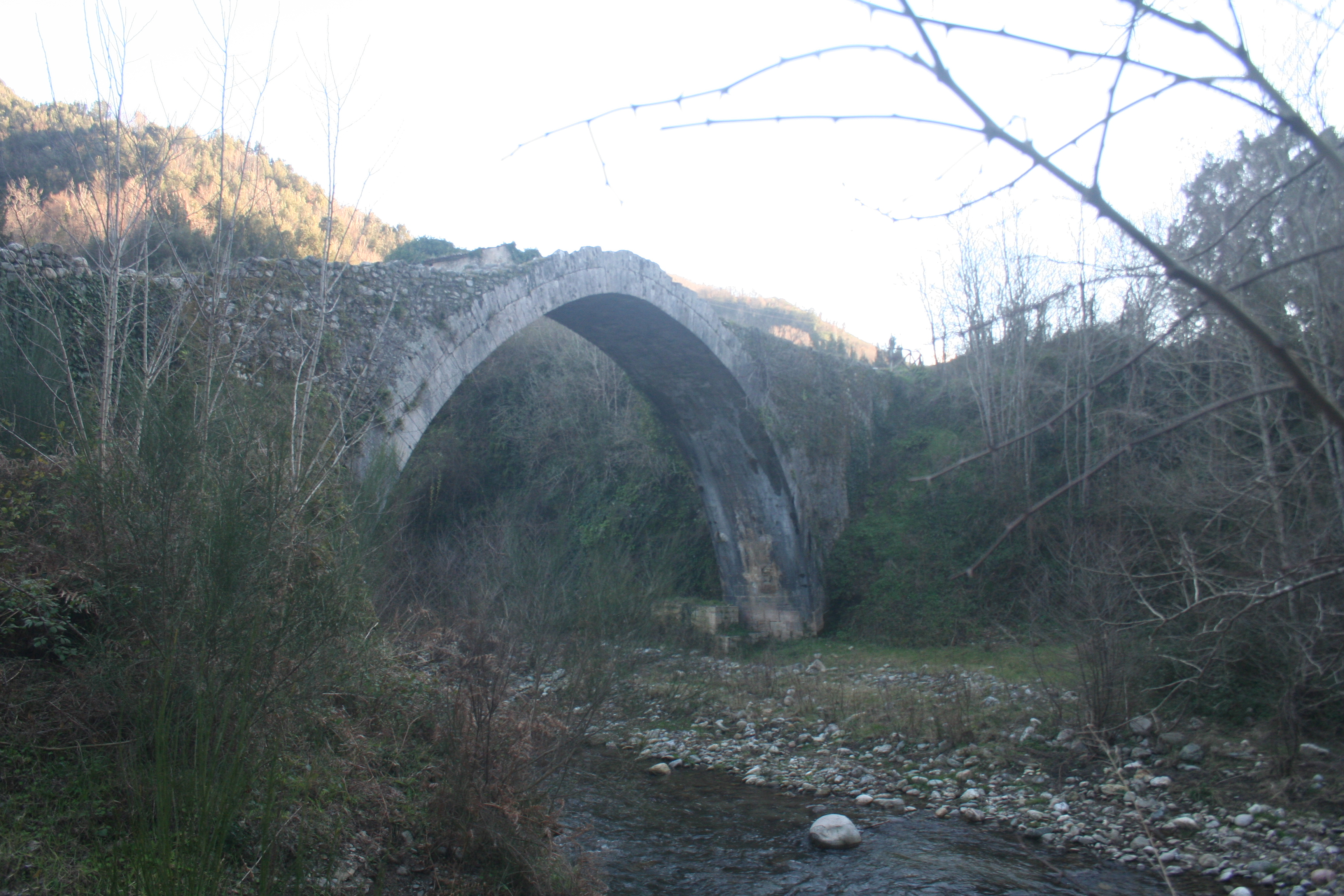
Ponte di Annibale lungo il fiume Savuto a Scigliano

Il Ponte di Annibale (o Sant'Angelo) è un ponte medievale che si trova lungo il tragitto del fiume Savuto, nel comune di Scigliano, in Provincia di Cosenza. Secondo alcuni studiosi, alcuni livelli del manufatto sarebbero rialenti al periodo romano tra 121 e 131 a C., ossia uno dei più antichi ponti dl'Italia.
L’archeologo Edoardo Galli disse: “Questo è all’incirca, alto 13 metri e largo il doppio, ma nell’antichità doveva librarsi ad una altezza vertiginosa, poiché è risaputo che tra i fiumi della Calabria il Savuto è uno dei più noti e temuti per piene e devastazioni...”.

### Set cinematografico
Alcune riprese del film su Gioacchino da Fiore Il Monaco che vinse l'Apocalisse di Jordan River sono state girate sul Ponte Sant'Angelo.